# Лаврівка (Вінницький район)
Ла́врівка —село в Україні, в Стрижавській селищній громаді Вінницького району Вінницької області.

## Назва села
За легендою, у селі колись жив єврей-мельник Лаврін, який мав свій млин. На його честь село отримало назву[джерело?].

## Історія
Під час другого голодомору у 1932–1933 роках, проведеного радянською владою, загинула 41 особа.

## Релігія
9 серпня 2019 року релігійна громада (парафії) Св. Дмитрівського храму перейшла до УПЦ.

## Уродженці
В селі народився колишній голова Господарського суду м. Києва Мельник Василь Іванович.
Філінська Людмила Леонідівна — майстриня гончарного мистецтва, член НСМНМУ.

## Галерея

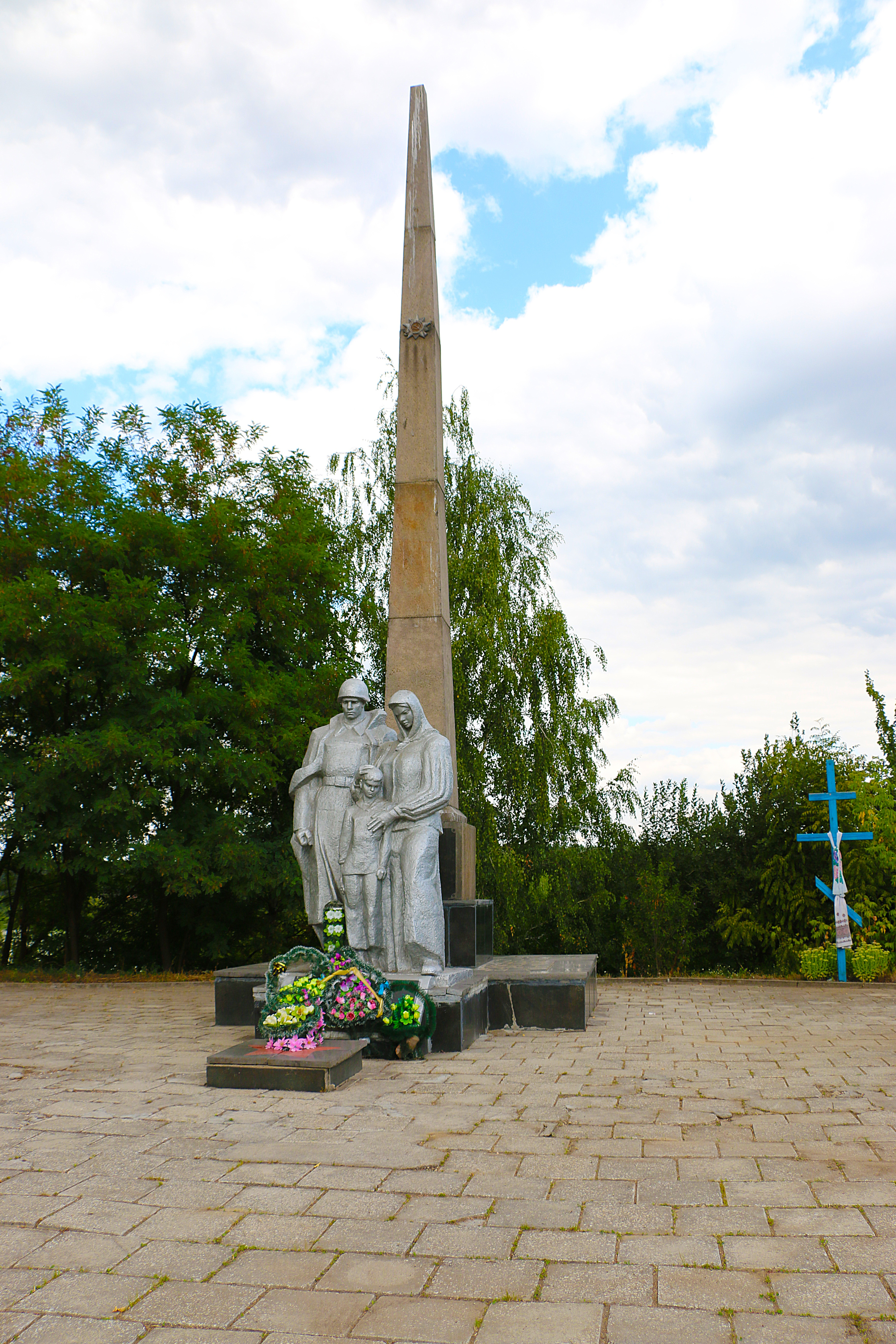
Пам'ятник 78 воїнам-односельчанам
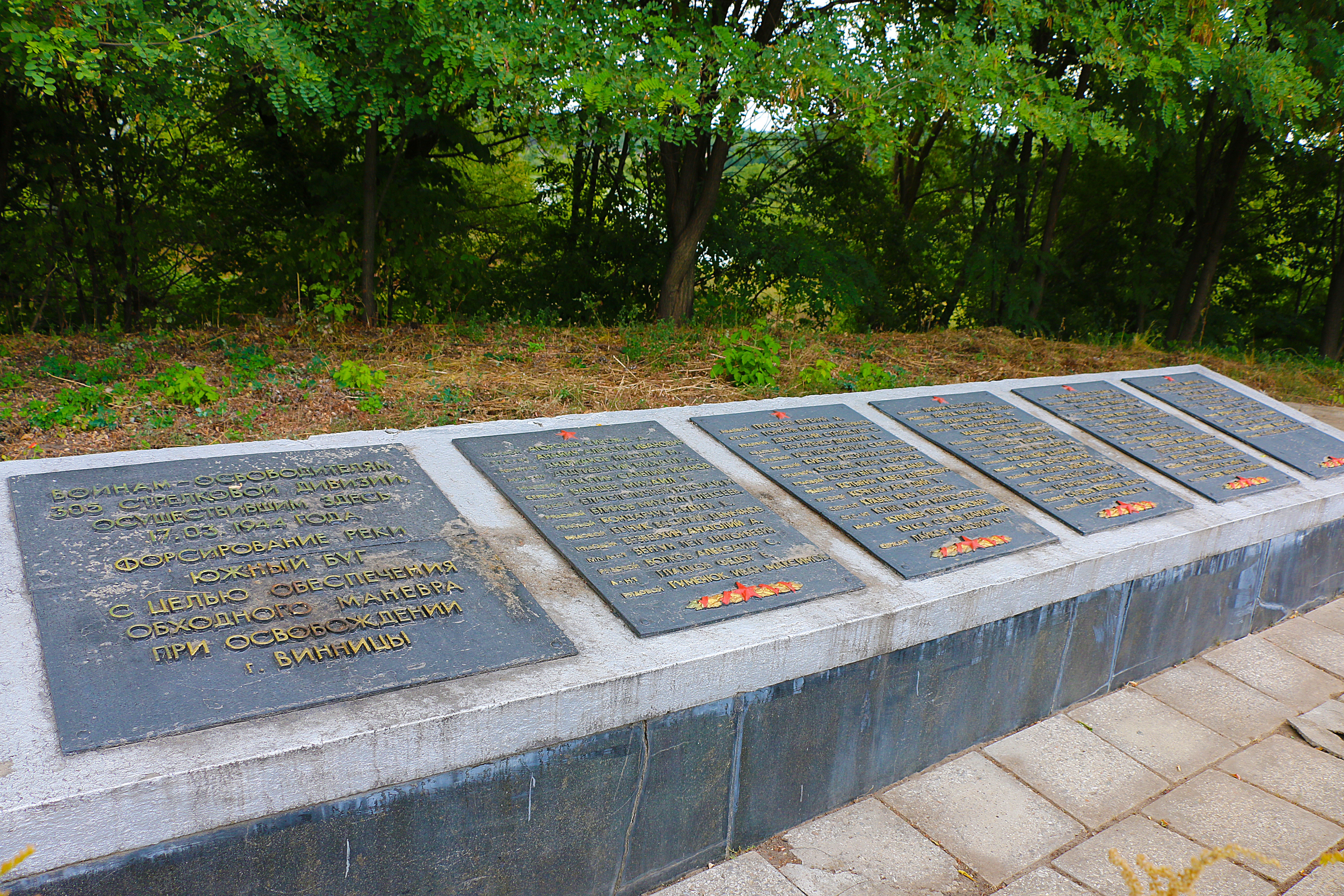
Братська могила 32 воїнів Радянської Армії, загиблим при форсуванні р. Південний Буг та звільненні села і пам'ятник на честь переправи радянських військ через р. Південний Буг